# Västra Bränntjärnen
Västra Bränntjärnen är en sjö i Torsby kommun i Värmland och ingår i Göta älvs huvudavrinningsområde. Sjöns area är 0,051 kvadratkilometer och den befinner sig 345 meter över havet.